# Хуан Агудело
Хуан Агудело (англ. Juan Agudelo, нар. 23 листопада 1992, Манісалес) — американський футболіст, нападник нідерландського «Утрехта» та національної збірної США.

## Клубна кар'єра
Народився 23 листопада 1992 року в колумбійському місті Манісалес. У 7-річному віці перебрався з родиною до США, де згодом почав займатися футболом. Вихованець футбольної школи клубу «Нью-Йорк Ред Буллз». Дорослу футбольну кар'єру розпочав 2010 року в основній команді того ж клубу, в якій провів два сезони, взявши участь у 38 матчах чемпіонату.
Згодом з 2012 по 2013 рік грав у складі команд клубів «Чівас США» та «Нью-Інгленд Революшн».
На початку 2014 року уклав контракт з англійським «Сток Сіті», який відразу ж відда американця в оренду до нідерландського «Утрехта».

## Виступи за збірні
2008 року дебютував у складі юнацької збірної США, взяв участь у 16 іграх на юнацькому рівні, відзначившись 12 забитими голами.
2010 року залучався до складу молодіжної збірної США. На молодіжному рівні зіграв у 8 офіційних матчах, забив 2 голи.
Того ж 2010 року отримав свій перший виклик до національної збірної США, у складі якої відтоді провів 18 матчів.

## Досягнення
- Володар Золотого кубка КОНКАКАФ: 2017
- Срібний призер Золотого кубка КОНКАКАФ: 2011